# Muchu Chhish
Le Muchu Chhish est un sommet du Pakistan culminant à 7 453 m d'altitude dans le massif du Batura Muztagh (Karakoram). D'août 2011 à juillet 2024, il s'agissait du plus haut sommet vierge dont l'ascension était autorisée.
Une équipe espagnole a fait une tentative en 1999 en passant par l'arête sud du Batura VI jusqu'à 6 300 m. En 2014, les Britanniques Phil De-Beger, Tim Oates et Peter Thompson ont fait une tentative par la même voie, mais renoncèrent vers 6 000 m.
En août et septembre 2020, une expédition tchèque composée de Pavel Kořínek, Pavel Bém et Jiří Janák a tenté l'ascension. Le 7 septembre 2020, cette expédition a échoué à cause de mauvaises conditions météorologiques après avoir atteint l'altitude de 6 313 mètres,.
Le 5 juillet 2024, une équipe tchèque composée de Zdeněk Hák, Radoslav Groh et Jaroslav Bansky atteint le sommet, après une ascension de 5 jours.